# Космічний центр імені Кеннеді
28°35′07″ пн. ш. 80°39′03″ зх. д. / 28.585278° пн. ш. 80.650833° зх. д.

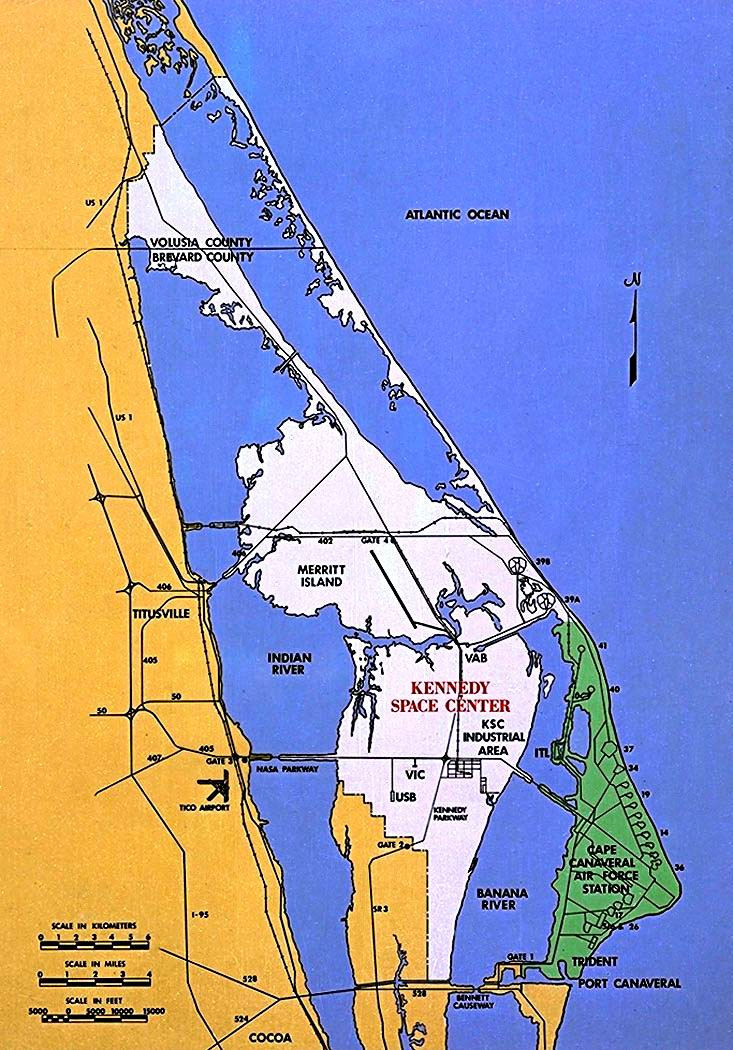
Острів Мерріт і Космічний центр Кеннеді (виділені білим) та станція ВПС США «Мис Канаверал» (виділено зеленим)

Космічний центр імені Джона Кеннеді — комплекс, збудований для запуску космічних апаратів та керування польотами (космодром), який належить НАСА і розташований на острові Мерріт в окрузі Бревард штату Флорида, США. Центр розташований поблизу від мису Канаверал, на півдорозі від Маямі до Джексонвиля. Розміри Центру 55 км в довжину і близько 10 км в ширину, площа — 567 км².
Основний туристичний напрямок — це центр для відвідувачів та громадських екскурсій і власне Центр імені Кеннеді. Космічний центр Кеннеді — це закрита зона, але лише 9 % площі космодрому використовується за призначенням, решта території є заповідником дикої природи; основні пам'ятки цього місця — Лагуна москітів, Індіанська річка, Національний заказник дикої природи острів Мерріт і національне узбережжя Канаверал. На цю територію припадає найбільше ударів блискавки на території США, що змушує НАСА тратити мільйони доларів для відвернення ударів блискавки під час запусків.
Робота керується зі стартового комплексу № 39, де розміщена будівля вертикальної збірки. На відстані 5 км на схід від комплексу будівель розташовані два стартові майданчики. На відстані 8 км на південь — промислова територія Центру Кеннеді, де розташовано багато допоміжного обладнання і розміщена адміністративна будівля штаб-квартири.
Всі запуски шатлів Космічний центр Кеннеді проводить зі стартового комплексу № 39, запуски непілотованих космічних апаратів — зі стартових майданчиків бази військово-повітряних сил мису Канаверал, яка підпорядковується ВПС США. Центр обслуговує приблизно 15 000 цивільних осіб.

## Історія
НАСА почало придбання території з 1962 року, отримавши право власності на 340 км² шляхом прямої покупки і додатково 230 км² шляхом переговорів зі штатом Флорида. У липні 1962 року ця територія була названа Центром запусків. У листопаді 1963 після вбивства президента США Джона Кеннеді вона була перейменована в Космічний Центр Кеннеді.

## Сучасність

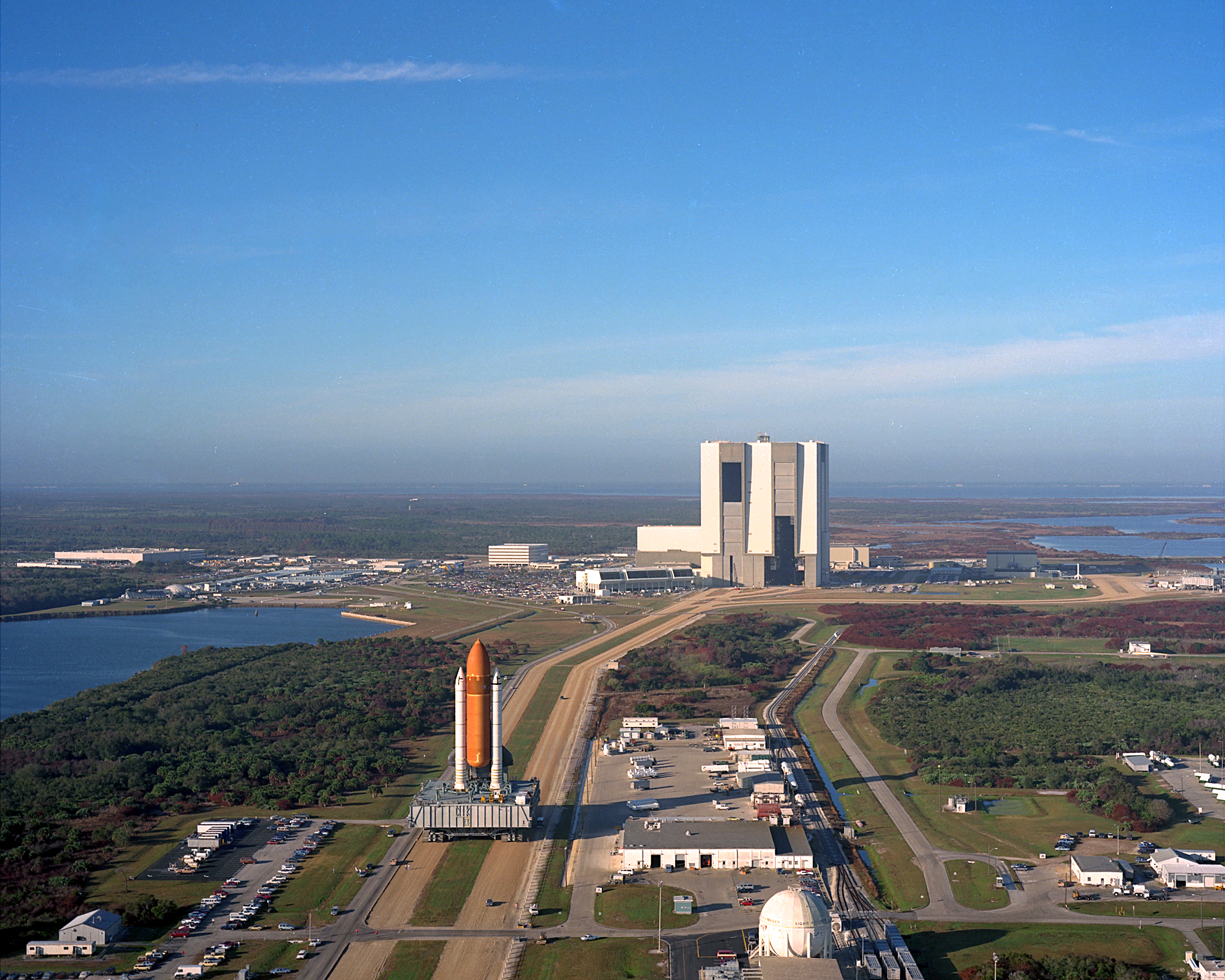
Спейс Шаттл «Атлантіс» підготовлений до запуску для місії STS-36.

У теперішній час Космічний центр Кеннеді — місце для запуску шатлів, що повторно використовують комплекс № 39 з інфраструктурою програми «Аполлон». Першим запуском був корабель «Колумбія» 12 квітня 1981 року. Центр — також місце для посадки орбітальних шаттлів — тут є посадкова смуга довжиною 4,6 км. Перша посадка в Центрі Кеннеді відбулась 11 лютого 1984 р., коли «Челенджер» завершив місію STS-41-B.
У вересні 2004 року частина Космічного центру Кеннеді була пошкоджена ураганом Френсіс. Будівля вертикальної збірки втратила 1000 зовнішніх панелей розміром 1,2 × 3,0 м кожна. Пошкодження зазнали південніше і східніше будівлі.

## Запуски з космодрому
- На 24 лютого 2011 року або пізніше в рамках місії STS-133 запланований запуск космічного човника «Діскавері», який повинен доставити на борт міжнародної космічної станції 4-ту транспортно-складську палету для матеріально-технічного забезпечення багатоцільового модуля постачання та критично важливі запасні деталі.
- На 19 квітня 2011 року в рамках місії STS-134 запланований запуск шатла «Індевор».
- На 28 липня 2011 року в рамках місії STS-135 запланований запуск шатла «Атлантіс».

## Директори Центру

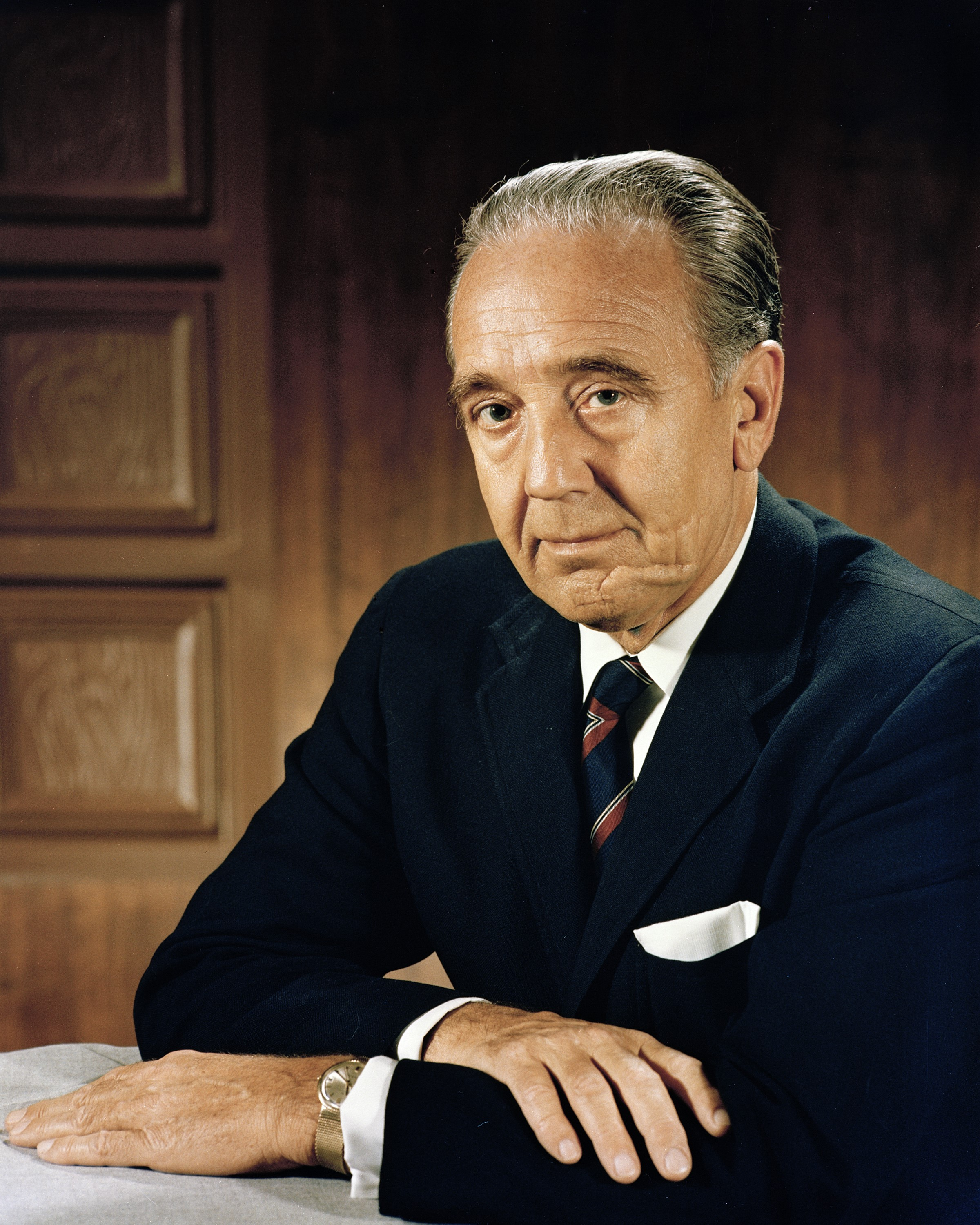
Доктор Курт Дебус, перший директор Космічного центру імені Кеннеді

З моменту утворення, директорами Космічного Центру імені Кеннеді були:
- Доктор Курт Х. Дебус (липень 1962 року — листопад 1974 року)[3]
- Лі Р. Шерер (19 січня 1975 року — 2 вересня 1979 року)[4]
- Річард Дж. Сміт (26 вересня 1979 року — 2 серпня 1986 року)[5]
- Форрест С. МакКартні[en] (31 серпня 1987 року — 31 грудня 1991 року)[6]
- Роберт Лорел Кріппен (січень 1992 року — січень 1995 року)[7]
- Джей Ф. Хоннейкатт (січень 1995 року — 2 березня 1997 року)[8]
- Рой Данбард Бріджес (2 березня 1997 року — 9 серпня 2003 року)[9]
- Джеймс У. Кеннеді (9 серпня 2003 року — січень 2007 року)[10]
- Вільям У. Парсонс (січень 2007 року — жовтень 2008 року)[11]
- Роберт Дональд Кабана (жовтень 2008 року — травень 2021 року)[12]
- Джанет Петро (червень 2021 року — до т.ч.)[13]

## Комплекс відвідувачів
Комплекс відвідувачів Космічного Центру Кеннеді складається з музею, двох кінотеатрів IMAX та різноманітних автобусних турів, що дозволяють заглянути в різноманітні закриті місця, куди за інших обставин неможливо попасти. Вартість для людей старших 12 років — 38 доларів. В цю вартість входять автобусний тур в закриті місця для огляду наземних станцій спостереження стартового комплексу № 39 і поїздка в центр «Аполон-Сатурн V». Огляд станцій спостереження охоплює екскурсію по обох стартових майданчиках і Космічному Центру. Центр «Аполон-Сатурн V» — великий музей, побудований навколо найціннішого експоната виставки — реконструйованого стартового апарата «Сатурн V» і інших експонатів, таких, як капсула космічного корабля «Аполлон». Два широкоформатні кінотеатри дозволяють пережити фрагменти програми «Аполлон». Один фільм симулює старт «Аполлона», а інший — приземлення корабля «Аполлон-11». В екскурсію також входить огляд будівлі, де знаходяться модулі для Міжнародної космічної станції.

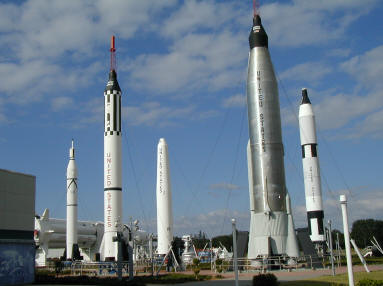
Парк ракет в комплексі відвідувачів Космічного Центру Кеннеді, грудень 2004.

В комплексі відвідувачів також є дві будівлі, відкриті Фондом пам'яті астронавтів. Найпомітніша з них — пам'ятник «Космічне дзеркало», також відомий як меморіал астронавтів, у вигляді гігантського чорного дзеркала із граніту, з вигравіруваними на ньому іменами всіх астронавтів, що загинули під час роботи. Ці імена постійно підсвічуються ззаду природним освітленням, або штучним світлом, коли є необхідність.

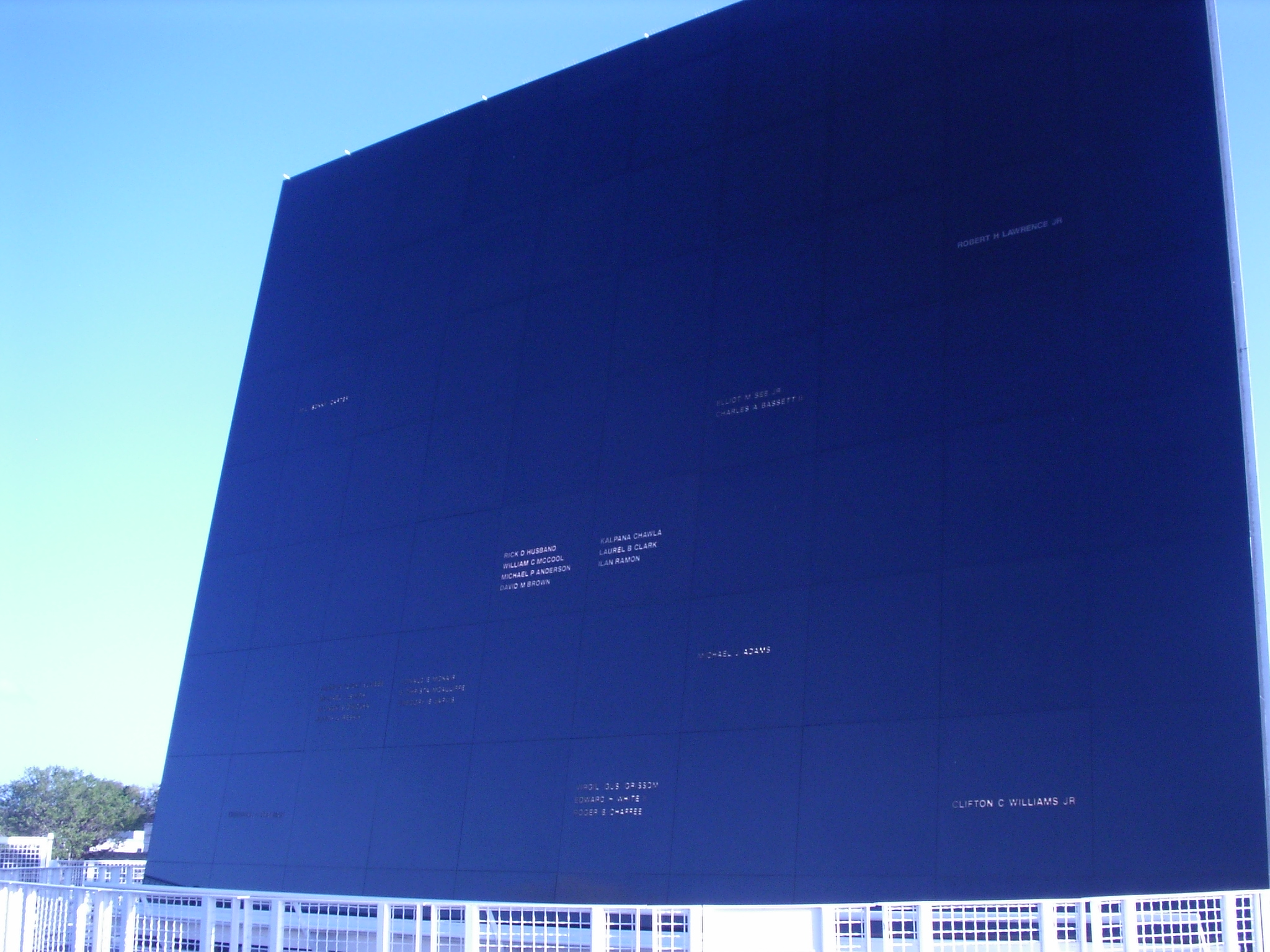
Космічне дзеркало, березень 2006

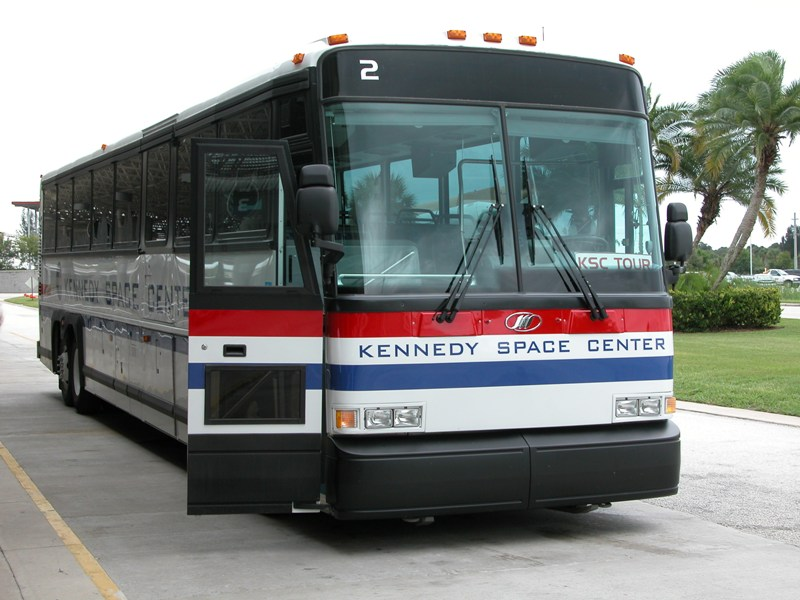
Автобусна екскурсія